# 張顯宗
張顯宗（1363年—1409年），字明远，福建宁化人。明朝政治人物。
洪武二十四年（1391年），張顯宗中一甲第二名进士（榜眼），授翰林院编修，陞太常寺丞，再升国子监祭酒。建文末年，升任工部侍郎，奉旨到江西招募义兵。燕王朱棣进入南京后，张显宗被逮捕，后贬守兴州。平定交趾后，升为布政使。

## 著作
- 《逆臣录》
- 《忠义录》
- 《辅教录》
- 《警愚录》